# Договорен фонд
Договорните фондове или взаимните фондове са алтернатива за инвестиране на налични пари. Клиентът предоставя определена сума, като купува дялове на фонда, а фондът инвестира парите в различни финансови инструменти. Всеки от инвеститорите притежава част от фонда, пропорционална на инвестираната от него сума.
Към 19 август 2006 взаимните фондове в България са 15, като прогнозите са тяхната популярност непрекъснато да нараства и през 2009 година активите им да достигнат 2 милиарда лева.
Договорните фондове набират средства предимно от дребните, непрофесионални инвеститори, като ги влагат в различни финансови инструменти. По този начин дребните инвеститори влагат средствата си на финансовия пазар, където възвръщаемостта е по-висока, без да притежават специализирани познания в областта на финансовите пазари. Рискът при взаимните фондове се намалява и чрез създаването на диверсифициран портфейл от различни финансови инструменти.
Всеки инвеститор, след като е закупил дялове във фонда може да ги продаде обратно, когато дружеството набере нетна стойност на активите в размер на 500 хил. лв.
Договорните фондове са нов продукт на българския финансов пазар и преобладаващата част от българите все още поставят спестяванията си в банкови депозити. Опитът на страните от Западна Европа и САЩ показва, че голяма част от спестяванията на населението са инвестирани в такива инструменти, а по-малка част са в банкови депозити. Около 50% от спестяванията се влагат в подобни инструменти, като за САЩ този процент е значително по-висок и в някои случаи достига до 85-90%. Страните от Централна Европа отчитат значителен ръст на този тип инвестиции – там те вече заемат около 20-25% от всички спестявания.

## Индексни фондове
Един специален тип договорни фондове са индексните фондове. При тях портфолиото от финансови инструменти се определя от някой индекс на фондовата борса. В България има няколко такива:
- Алфа индекс топ 20 Архив на оригинала от 2016-03-07 в Wayback Machine.
- Нюуей Индекс Плюс Архив на оригинала от 2009-08-03 в Wayback Machine.

Други български индекси са:
- SOFIX – наричан още индекс на сините чипове. Към 23 септември 2009 броят на дружествата, включени в изчисляването на този индекс, е 20.
- BG40

## Зелени фондове
През последните години, свързано с изменението на климата в света се появяват зелени фондове. Това са фондове, които се фокусират в инвестиции в природосъобразни предприятия.